# Материјал и алат за писање у средњем вијеку
Као материјал за писање коришћена је:
- воштана таблица
- пергамент
- хартија

## Воштана таблица
Воштана таблица је по средини издубљена (истругана) даска, испуњена воском (који може бити и обојен). Најчешће, то су биле букове таблице, споља пресвучене кожом, а коришћен је прљави восак , помијешан са салом. (неке елегантне таблице од црвеног дрвета и оне раскошне, на плочицама од слоноваче, из античког периода, сачуване су до данас). У горњем углу дрвене табле могле су бити избушене рупице, како би се кожном узицом везало више комада таблица. У „воштаној књижици“ прва и последња дашчица нијесу дубљене, односно испуњаване воском. Метални штапић „стил“ (лат. stilus ; енг. stylus) је коришћен за писање по воску. На горњој страни, овај штапић је био проширен, ради изравњавања (брисања) грешака на воску. Начин да се сачувају (сакрију) важне поруке и писма био је сљедећи: главно се писмо писало на првом слоју воска, а споредно на другом слоју, изнад њега. Притом се пажљиво морао скинути први слој, па прочитати главно писмо.

## Пергамент
За израду пергамента се користила овчија , козја или телећа кожа (средњовјековни писари су нам, са краја, често остављали разне поруке о свом раду, као на примјер: „ ... пишем калмом на телетини...“). Након потапања у воду, омекшавања и штављења, кожу су трљали кредом и глачали плавућцем. Добијала се танка, жућкаста кожа, подједнако глатка и чиста са обје стране. Што тањи, пергамент је био на већој цијени. Како је био скуп (људи су често поклањали коже манастирима) на њему су исписана слова била збијана, а многе ријечи скраћиване. У временима оскудице се дешавало да се текст већ исписаног пергамента обрише, па напише нови. Такав пергамент се називао „палимпсет“. Познато да су на тај начин у средњем вијеку уништавани и стари текстови, из ранијих епоха.

### Књига од пергамената
У то вријеме пергамент је био практичан, у смислу да се повеље могу савијати, али и слагати у књиге. Корице таквих књига су прављене од даске, пресвучене кожом, а са унутрашње стране опшиване сукном. На угловима корица су некада постављани окови од бакра. Има случајева да су и цијеле корице споља опточене бакарним плочицама. Скупоцјене књиге су пресвлачене шареним софијаном, сомотом, окиване у сребро или злато и украшаване драгим камењем.
На пергаменту се могло писати:
- оловним штапићем (за извлачење линија) који се обично држао у кожној футроли.
- калмом
- пером од трске
- птичијим пером (гушчијим или гаврановим)
- кичицом

### Мастило у средњем вијеку
На пергаменту се писало мастилом, које се јако упијало у кожу. Слова (иницијали и цртежи) су могла бити писана разнобојним мастилом (црвеним, плавим, зеленим) као и обојена златом. Не улазећи у детаљну процедуру справљања мастила, једноставно речено, правило се од сока шишаркица, зелене галице и смоле (или лијепка). Коришћени су и мастиљави орашчићи (израслине, које се понекад стварају на храстовој кори, лишћу и коријењу). Сок од орашчића се мијешао са раствором од зелене галице. Тако се добијала црна течност (лијепи зелени кристали се добијају при растварању гвожђа у сумпорној кисјелини) у коју су, да би била гушћа, додавали смолу или лијепак. Грешке у писању су брисане стругањем мастила са пргамента, посебним ножићем.

## Хартија
У ЕвропиXII и XIII вијека (Италија и Француска) постојали су „папирни млинови“ , као фабрике хартије , а најстарији водени знак (круг) на папиру датира из 1301. године. На хартији нијесу писане књиге, већ само оно што се дуго не чува. Сићушни листови папира су употребљавани и за голубљу пошту. У балканске средњовјековне државе, папир се увозио из Италије.